# Cá mút trắng

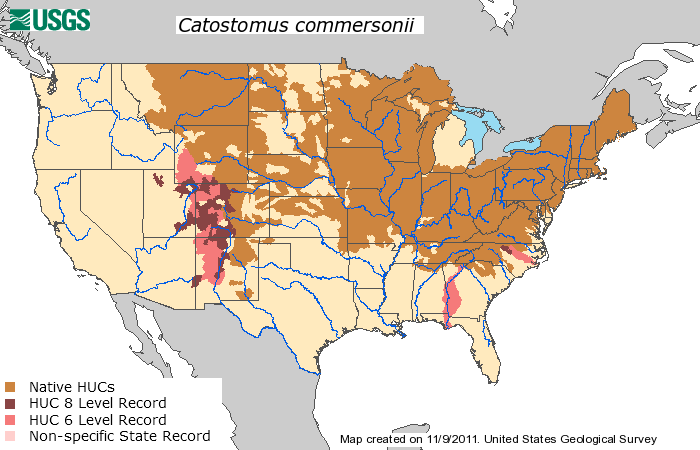
Lưu vực có Catostomus commersonii

Cá mút trắng, tên khoa học Catostomus commersonii, là một loài cá thuộc họ Cá mõm trâu. Loài này phân bố ở Tây Trung Bộ và Đông Bắc Bắc Mỹ nhưng cũng được tìm thấy ở tiểu bang Georgia và New Mexico ở phía nam. Môi nó có gai thịt giúp hút chất hữu cơ từ dưới đáy của các con sông và suối.

## Hình ảnh

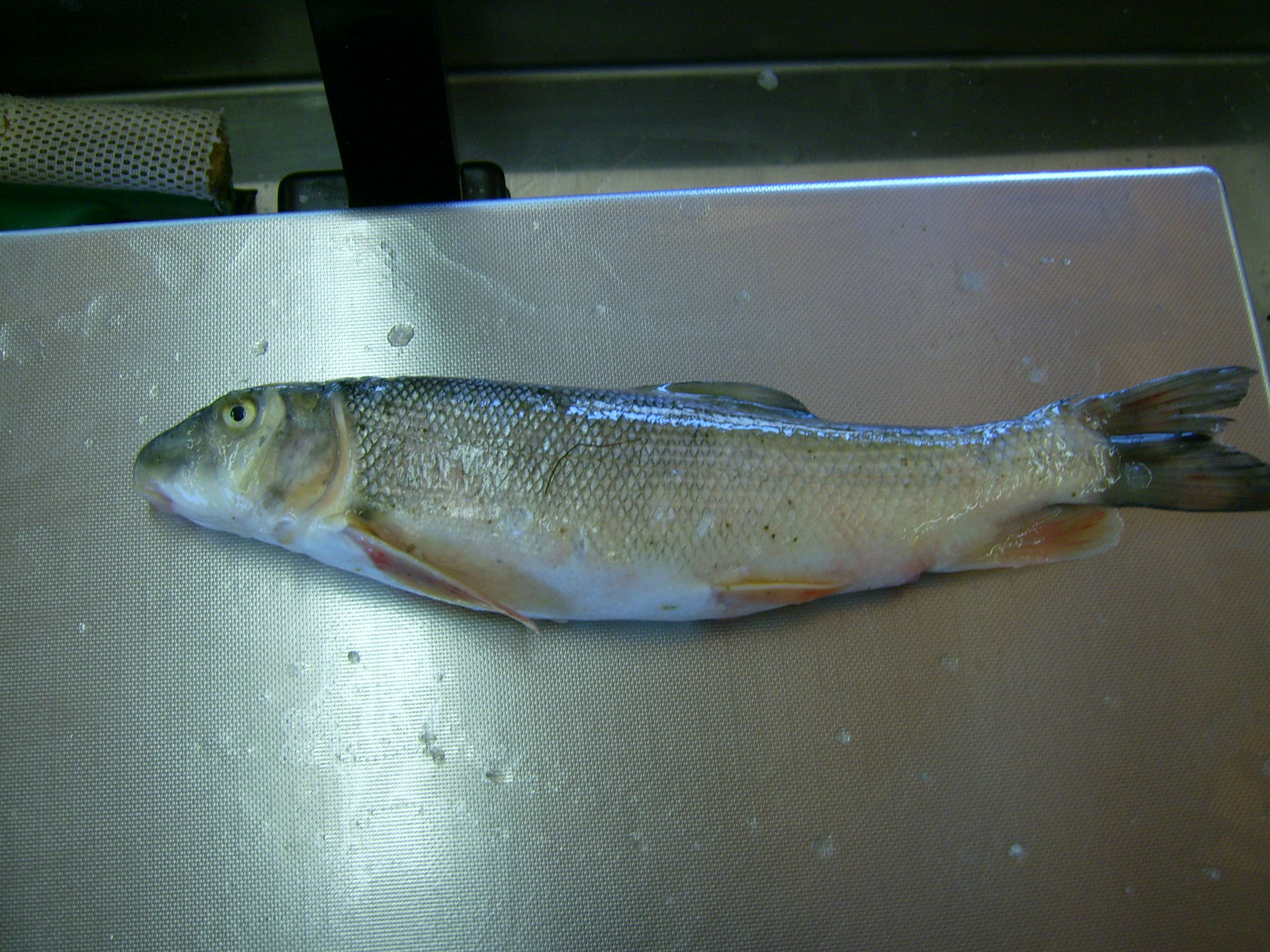
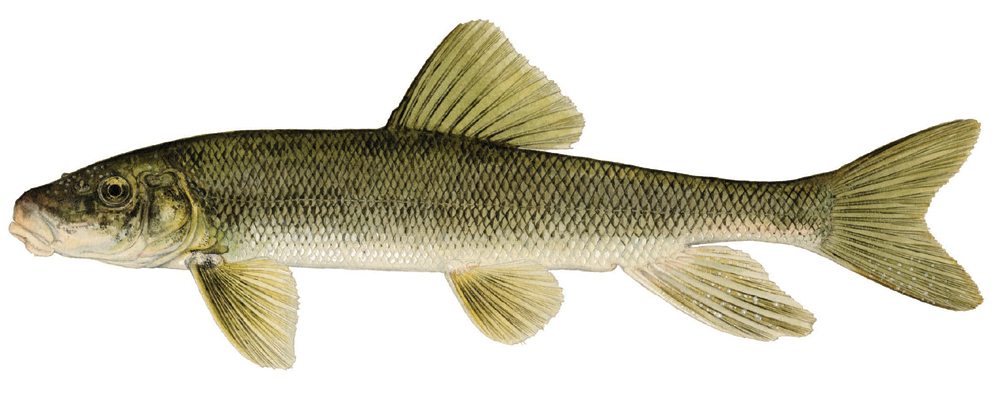